# Le Raincy
Le Raincy je vzhodno predmestje Pariza in občina v osrednji francoski regiji Île-de-France, podprefektura departmaja Seine-Saint-Denis. Leta 1999 je imelo naselje 12.961 prebivalcev.

## Geografija
Občina meji na severozahodu na Livry-Gargan, na severovzhodu na Clichy-sous-Bois, na jugovzhodu na Gagny, na jugu na Villemomble, na zahodu pa na Les Pavillons-sous-Bois.

## Administracija
Le Raincy je sedež istoimenskega kantona, v katerega je poleg njegove vključena še občina Clichy-sous-Bois z 41.249 prebivalci. Le Raincy je prav tako sedež okrožja, sestavljenega iz 13 kantonov, poleg njegovega še Aulnay-sous-Bois-Jug/Sever, Blanc-Mesnil, Gagny, Livry-Gargan, Montfermeil, Neuilly-Plaisance, Neuilly-sur-Marne, Noisy-le-Grand, Sevran, Tremblay-en-France in Villepinte, s 506.374 prebivalci. 

## Zgodovina
Le Raincy je bil v 17. in 18. stoletju poznan po dvorcu Château_du Raincy. Občina je bila ustanovljena 20. maja 1869 z izločitvijo dela ozemlja od dotedanje občine Livry-Gargan in združitvijo z delom ozemlja Clichy-sous-Boisin ter manjšega dela Gagnyja.

## Znamenitosti
Naselje se danes ponaša s cerkvijo Notre-Dame du Raincy, zgrajeno v letih 1922-23 pod vodstvom bratov Augusta in Gustava Perreta. To je tudi prva cerkev, zgrajena z armiranim betonom, brez zunanjega okrasja. Veliko njenih obiskovalcev prihaja iz Japonske, kjer se v predmestju Tokia nahaja manjša replika Notre Dame du Raincy.

## Pobratena mesta
- Clusone (Italija),
- Finchley (Združeno kraljestvo),
- Yavne (Izrael).